# 我们的道路
我们的道路 (俄语：Наш Путь) 是康斯坦丁·罗扎耶夫斯基于1933年10月3日创办的日报，罗扎耶夫斯基也是該報的主編。該報紙在哈尔滨 (1933-1941) 和上海(1941-1943) 发行。该报也是俄罗斯法西斯党的黨报。该报支持東正教會、俄罗斯民族主义、法西斯主义以及反猶太主義。 